# Consonne occlusive rétroflexe voisée
La consonne occlusive rétroflexe voisée est un son consonantique fréquent dans de nombreuses langues. Le symbole dans l'alphabet phonétique international est [ɖ]. Ce symbole représente un d hameçonné.
Selon les langues, il peut être plein [ɖ], aspiré [ɖʱ], etc.

## Caractéristiques
Voici les caractéristiques de la consonne occlusive rétroflexe sourde :
- Son mode d'articulation est occlusif, ce qui signifie qu'elle est produite en obstruant l’air du chenal vocal.
- Son point d’articulation est rétroflexe, ce qui signifie qu'elle est articulée avec la pointe de la langue retournée contre le palais.
- Sa phonation est voisée, ce qui signifie que les cordes vocales vibrent lors de l’articulation.
- C'est une consonne orale, ce qui signifie que l'air ne s’échappe que par la bouche.
- C'est une consonne centrale, ce qui signifie qu’elle est produite en laissant l'air passer au-dessus du milieu de la langue, plutôt que par les côtés.
- Son mécanisme de courant d'air est égressif pulmonaire, ce qui signifie qu'elle est articulée en poussant l'air par les poumons et à travers le chenal vocatoire, plutôt que par la glotte ou la bouche.

## En français
Le français ne possède pas le [ɖ].

## Autres langues
Le suédois, l'occitan gardiol, l'hindi, le tamoul, le drehu, le mahorais, le somali et autres langues couchitiques possèdent cette consonne. Le sicilien, le sarde et le corse parlé dans le sud de l'île présente le son cacuminal, parfois prononcé [ɖ] (en corse : cavaddu « cheval », zitedda « fille »).